# Gary Shearston
Gary Rhett Shearston (Inverell, 9 januari 1939 - Armidale, 1 juli 2013) was een Australische zanger en songwriter.

## Jeugd
Shearston was de zoon van Audrey Lilian-Manchee en James Barclay Shearston. Tijdens de Tweede Wereldoorlog was zijn vader gestationeerd als actieve dienstverlener en Shearston en zijn moeder woonden bij hun grootouders nabij Tenterfield. Op 11-jarige leeftijd verhuisde hij naar Sydney en ging hij naar zijn vaders alma mater, het Newington College (1950-1955), beginnend als een basisscholier bij Wyvern House.
Shearston liep stage als pers-correspondent bij United Press en zijn eerste werk in de showbusiness was met The Tintookies, een Australisch reizend poppentheater. Hij vervoegde zich bij het Hayes Gordon Ensemble Theater als acteur en stagemanager.

## Carrière
Spelende op een gitaar, leerde hij een repertoire Britse, Amerikaanse en Australische folksongs en werd hij op 19-jarige leeftijd professioneel zanger. Hij werkte in hotels en zong bij The Folksinger en met de Amerikaanse gospel- en blueszanger Brother John Sellers. In 1962 tekende Shearston bij Leedon Records en het daaropvolgende jaar tekende hij bij het Australische onderdeel van CBS Records van A&R-manager Sven Libaek. In maart 1965 speelden radiostations in Sydney het nummer Sydney Town van zijn album Australian Broadside, die een top 10-hit werd in zijn thuisstad. In 1966 en 1967 werd hij de grootste plaatverkoper van folkmuziek in Australië. Hij had zijn eigen landelijke tv-show Just Folk en Peter, Paul & Mary namen een cover op van zijn Sometime Lovin'. Ze nodigden Shearston uit om naar de Verenigde Staten te komen. Hij verbleef een jaar in Londen en daarna vier jaar aan de oostkust van de Verenigde Staten. In 1972 ging hij terug naar het Verenigd Koninkrijk nam nam hij enkele songs op voor het album Dingo. De song die aandacht kreeg was zijn serieuze interpretatie van I Get a Kick Out of You van Cole Porter. In 1990 kreeg hij de Tamworth Songwriters' Association's Bush Ballad of the Year Award voor de autobiografische song Shopping on a Saturday.
Shearston ging in 1989 terug naar Australië en werd priester bij de Anglicaanse Kerk van Australië in het landelijke New South Wales.

## Overlijden
Shearston overleed op 1 juli 2013 op 74-jarige leeftijd in het ziekenhuis van Armidale na eerder op de dag in zijn huis een beroerte te hebben gehad.

## Discografie

### Singles
- 1965:	Sydney Town
- 1965: Sometime Lovin'
- 1974:	I Get a Kick Out of You
- 1974: Without a Song
- 1975:	A Whiter Shade of Pale

### Albums
- 1964: Folk Songs & Ballads of Australia (CBS Records)
- 1964: Songs of our Time (CBS Records)
- 1965: Australian Broadside (CBS Records)
- 1965: The Springtime It Brings On The Shearing (CBS Records)
- 1965: Bolters, Bushrangers & Duffers (CBS Records)
- 1966: Sings His Songs (CBS Records)
- 1967: Abreaction (On a Bitumen Road With Soft Edges) (Festival)
- 1974: Dingo (Charisma Records)
- 1975: The Greatest Stone On Earth and Other Two-Bob Wonders (Charisma Records)
- 1989: Aussie Blue (Larrikin)
- 2001: Only Love Survives (Rouseabout)
- 2007: Here & There, Now & Then Anthology 1964-2001 (Rouseabout)
- 2009: Best of all Trades (Rouseabout)
- 2011: Renegade (Rouseabout)
- 2012: The Great Australian Groove (Rouseabout)
- 2013: Reverently (Restless Music)
- 2013: Hills of Assisi (Restless Music)
- 2013: Pathways of a Celtic Land (Restless Music)

- International Standard Name Identifier: 0000 0000 6396 9311
- Library of Congress Control Number: no98048977
- MusicBrainz: c0977766-7cb1-47dc-851a-604325de0530
- Système universitaire de documentation: 244377006
- Virtual International Authority File: 16839991
- WorldCat: E39PBJc3FHJ479JM6CRy3R6Frq